# Campionati mondiali di pugilato dilettanti 1974
I Campionati mondiali di pugilato dilettanti del 1974 (AIBA World Boxing Championships) si sono tenuti a L'Avana, Cuba, dal 17 al 30 agosto. Furono i primi della serie e vi parteciparono 274 pugili provenienti da 45 nazioni.

## Risultati

### Pesi Minimosca
| Medaglia | Atleta            | Paese            |  |
| -------- | ----------------- | ---------------- |  |
|          | Jorge Hernández   | Cuba             |  |
|          | Stephen Muchoki   | Kenya            |  |
|          | Enrique Rodríguez | Spagna           |  |
|          | Yevgeni Yudin     | Unione Sovietica |  |

### Pesi Mosca
| Medaglia | Atleta              | Paese            |  |
| -------- | ------------------- | ---------------- |  |
|          | Douglas Rodríguez   | Cuba             |  |
|          | Alfredo Pérez       | Venezuela        |  |
|          | Vladislav Zasypko   | Unione Sovietica |  |
|          | Constantin Gruiescu | Romania          |  |

### Pesi Gallo
| Medaglia | Atleta            | Paese            |  |
| -------- | ----------------- | ---------------- |  |
|          | Wilfredo Gómez    | Porto Rico       |  |
|          | Luis Jorge Romero | Cuba             |  |
|          | Aldo Cosentino    | Francia          |  |
|          | David Torosyan    | Unione Sovietica |  |

### Pesi Piuma
| Medaglia | Atleta              | Paese            |  |
| -------- | ------------------- | ---------------- |  |
|          | Howard Davis        | Stati Uniti      |  |
|          | Boris Kuznetsov     | Unione Sovietica |  |
|          | Mariano Álvarez     | Cuba             |  |
|          | Rigoberto Garibaldi | Panama           |  |

### Pesi Leggeri
| Medaglia | Atleta           | Paese            |  |
| -------- | ---------------- | ---------------- |  |
|          | Vasilij Solomin  | Unione Sovietica |  |
|          | Simion Cuţov     | Romania          |  |
|          | Luis Echaide     | Cuba             |  |
|          | José Luis Vellon | Porto Rico       |  |

### Pesi Superleggeri
| Medaglia | Atleta         | Paese        |  |
| -------- | -------------- | ------------ |  |
|          | Ayub Kalule    | Uganda       |  |
|          | Vladimir Kolev | Bulgaria     |  |
|          | Ulrich Beyer   | Germania Est |  |
|          | Amon Kotey     | Ghana        |  |

### Pesi Welter
| Medaglia | Atleta          | Paese       |  |
| -------- | --------------- | ----------- |  |
|          | Emilio Correa   | Cuba        |  |
|          | Clinton Jackson | Stati Uniti |  |
|          | Plamen Yankov   | Bulgaria    |  |
|          | Zbigniew Kicka  | Polonia     |  |

### Pesi Superwelter
| Medaglia | Atleta            | Paese            |  |
| -------- | ----------------- | ---------------- |  |
|          | Rolando Garbey    | Cuba             |  |
|          | Alfredo Lemus     | Venezuela        |  |
|          | Anatoliy Klimanov | Unione Sovietica |  |
|          | Joseph Nsubuga    | Uganda           |  |

### Pesi Medi
| Medaglia | Atleta            | Paese            |  |
| -------- | ----------------- | ---------------- |  |
|          | Rufat Riskiyev    | Unione Sovietica |  |
|          | Alec Năstac       | Romania          |  |
|          | Bernd Wittenburg  | Germania Est     |  |
|          | Dragomir Vujković | Jugoslavia       |  |

### Pesi Mediomassimi
| Medaglia | Atleta         | Paese            |  |
| -------- | -------------- | ---------------- |  |
|          | Mate Parlov    | Jugoslavia       |  |
|          | Oleg Korotayev | Unione Sovietica |  |
|          | Ottomar Sachse | Germania Est     |  |
|          | Leon Spinks    | Stati Uniti      |  |

### Pesi Massimi
| Medaglia | Atleta            | Paese       |  |
| -------- | ----------------- | ----------- |  |
|          | Teófilo Stevenson | Cuba        |  |
|          | Marvin Stinson    | Stati Uniti |  |
|          | Fatai Ayinla      | Nigeria     |  |
|          | Rajko Miljić      | Jugoslavia  |  |

## Medagliere
| Posizione | Nazione          |    |    |    | Totale |
| 1         | Cuba             | 5  | 1  | 2  | 8      |
| 2         | Unione Sovietica | 2  | 2  | 4  | 8      |
| 3         | Stati Uniti      | 1  | 2  | 1  | 4      |
| 4         | Jugoslavia       | 1  | 0  | 2  | 3      |
| 5         | Porto Rico       | 1  | 0  | 1  | 2      |
| 5         | Uganda           | 1  | 0  | 1  | 2      |
| 7         | Romania          | 0  | 2  | 1  | 3      |
| 8         | Venezuela        | 0  | 2  | 0  | 2      |
| 9         | Bulgaria         | 0  | 1  | 1  | 2      |
| 10        | Kenya            | 0  | 1  | 0  | 1      |
| 11        | Germania Est     | 0  | 0  | 3  | 3      |
| 12        | Francia          | 0  | 0  | 1  | 1      |
| 12        | Ghana            | 0  | 0  | 1  | 1      |
| 12        | Nigeria          | 0  | 0  | 1  | 1      |
| 12        | Panama           | 0  | 0  | 1  | 1      |
| 12        | Polonia          | 0  | 0  | 1  | 1      |
| 12        | Spagna           | 0  | 0  | 1  | 1      |
| Totale    | Totale           | 11 | 11 | 22 | 44     |